# اولاف کولمان
اولاف برین کولمان (نروژی: Olaf Bryn Kullmann) زاده ۲ ژوئیه ۱۸۹۲م، در استورد؛ و مرگ در ۹ ژوئیه ۱۹۴۲م، در سن ۵۰ سالگی در اردوگاه کار اجباری زاخسنهاوزن، در آلمان، یک افسر نیروی دریایی نروژ و یک کارشناس حقوق اهل نروژ بود.
ویدکون کوئیسلینگ در سال ۱۹۳۳م، در مقام وقت وزیر دفاع نروژ، به اتهام تبلیغات علیه جنگ، وی را از سمتش در نیروی دریایی بر کنار کرد. اولاف کولمان، که سمت خود را از دست داده بود، تحت حمایت گسترده حزب کارگر نروژ قرار گرفت و در سال ۱۹۳۷م، سازمان قیام مردم علیه جنگ را تأسیس کرد.

## پیشینه
اولاف کولمان در سال ۱۸۹۲م، در غرب نروژ، در شهر استورد، به دنیا آمد. در هنگام آغاز جنگ جهانی اول، در سال ۱۹۱۴م، وی یکی از افسران نیروی دریایی نروژ بود. در سال ۱۹۱۶م، بعد از موفقیت در امتحانات آکادمی نیروی دریایی نروژ در برگن، با درجه ستوان یکمی فارغ‌التحصیل شد. سپس به تحصیلات خود در رشته حقوق ادامه داد و در سال ۱۹۲۳م، مدرک کارشناسی ارشد، دریافت کرد. در سال ۱۹۲۵م، وی به عنوان وکیل دادگستری در برگن مشغول کار بود. در سال ۱۹۲۹م، یک دفتر وکالت در اسلو باز کرد. اما در سال ۱۹۳۰م، بار دیگر به عنوان افسر فرمانده، به انجام خدمت در نیروی دریایی نروژ بازگشت. وی عمیقاً به جنبش صلح اعتقاد داشت و در سال ۱۹۳۲م، در یک گردهمایی جنبش جهانی صلح در آمستردام شرکت کرد. ویدکون کوئیسلینگ که در آن زمان وزیر دفاع نروژ بود، بعد از اطلاع از فعالیت اولاف کولمان، در جنبش صلح، وی را سمتهای خود در نیروی دریایی نروژ، بر کنار کرد. حزب کارگر نروژ به حمایت از اولاف کولمان، برخاست. اما در سال ۱۹۳۳م، اولاف کولمان، رسماً به حکم دادگاه از سمت خود در نیروی دریایی نروژ، اخراج شد. با این حال، اولاف کولمان که از سال ۱۹۳۰م، به عضویت حزب کارگر نروژ درآمده بود، به فعالیت خود علیه سرمایه‌داری و جنگ که او آنها را با هم مرتبط می‌دانست، ادامه داد و در سال ۱۹۳۵م، در میدان سن پیترو رم، وی در اعتراض به تهاجم ایتالیا به اتیوپی، دستگیر و از ایتالیا اخراج شد. سپس با تأسیس «حزب صلح» در انتخابات مجلس نروژ، در سال ۱۹۳۶م، شرکت کرد اما موفق نشد. در سال ۱۹۳۷م، به همراه دوستانش شعبه نروژی سازمان مقاومت بین‌المللی دربرابر جنگ را تشکیل داد. این شعبه ابتدا با نام «نجنگ بیشتر نه» و سپس از سال ۱۹۳۹م، با نام سازمان قیام مردم علیه جنگ مشغول فعالیت شد. در طول پنجاه سال این سازمان که اولاف کولمان، خود اولین رهبر آن بود، مهمترین تشکیلات هواداران صلح در نروژ بود. بعد از اشغال نروژ به دنبال وقایع جنگ جهانی دوم، اولاف کولمان، به اتهام تحریک علیه جنگ و قوای اشغالی، در ۲۳ ژوئن ۱۹۴۰م، دستگیر شد و در سال ۱۹۴۲م، همراه با دیگر اسیران از جمله اینار گارهاردسن به آلمان فرستاده شد. ۳ ماه بعد وی در اردوگاه کار اجباری زاخسنهاوزن درگذشت.

## یادداشت
1. ↑  یک سازمان صلح طلب نروژی است؛ که در سال ۱۹۳۷م، تأسیس شده‌است.[۱]
2. ↑  یک سازمان صلح طلب نروژی است؛ که در سال ۱۹۳۷م، تأسیس شده‌است.[۴]